# Puerto de Astún
Puerto de Astún (en aragonés Puerto d'Astún) es la localidad asociada a la población residente en la urbanización de la estación de esquí de Astún, en la provincia de Huesca, en Aragón, España.  La localidad cuenta con 9 habitantes en 2021 y se encuentra dentro del municipio de Jaca, Aragón, dentro de un exclave municipal, conectado con el resto del Valle del Aragón y la ciudad de Jaca, que queda a 33 km, por la carretera N-330.

## Situación
Astún se encuentra a 1.730 m en el valle de Astún en pleno Pirineo, rodeado por grandes picos como Arnousse, Pico de los Monjes, Malacara y La Raca. Este exclave limita al oeste, norte y este con Francia, en concreto con el distrito de Oloron-Sainte-Marie, en el departamento de los Pirineos Atlánticos;, al sudeste con el término municipal de Canfranc; y al suroeste con el término municipal de Aísa, en la zona de Candanchú.

## Hidrología
En el circo glacial de Astún nace el río Aragón con sus afluentes, barranco de Escalar y barranco de Astún. Una vez nacido el río recoge varios arroyos más que bajan de las faldas de las montañas del valle.

## Urbanización
Astún cuenta con varios edificios: Atalaya, Sarrios, Casa Astún, La Raca, con dos núcleos de comunicación verticales a los que corresponde Raca I y Raca II),  Nevado y el hotel Europa, en su conjunto acogen muchas personas durante la apertura de la estación, y un número reducido fuera de temporada; en todo caso, durante todo el año actualmente solo viven en Astún 12 personas.
La urbanización empezó con un solo edificio, Casa Astún; posteriormente se construyeron los restantes edificios, adosados unos a otros, formando un único conjunto edificatorio, con dos líneas que se inician en Casa Astún: hacia el este se sitúa el edificio de La Raca (I y II) y Nevado; hacia el oeste, el Hotel Europa, y los edificios los Sarrios y Atalaya.  Los edificios situados al oeste disponen de una terraza y un porche común, y tienen en frente el monte de La Raca, y debajo un gran aparcamiento. Los edificios de la línea del este, cuentan también de un porche común, escalonado y delante un zona en sueva pendiente limitada al sur con el monte en cuya cima se encuentra la laguna o Ibón de Truchas.

## Galería

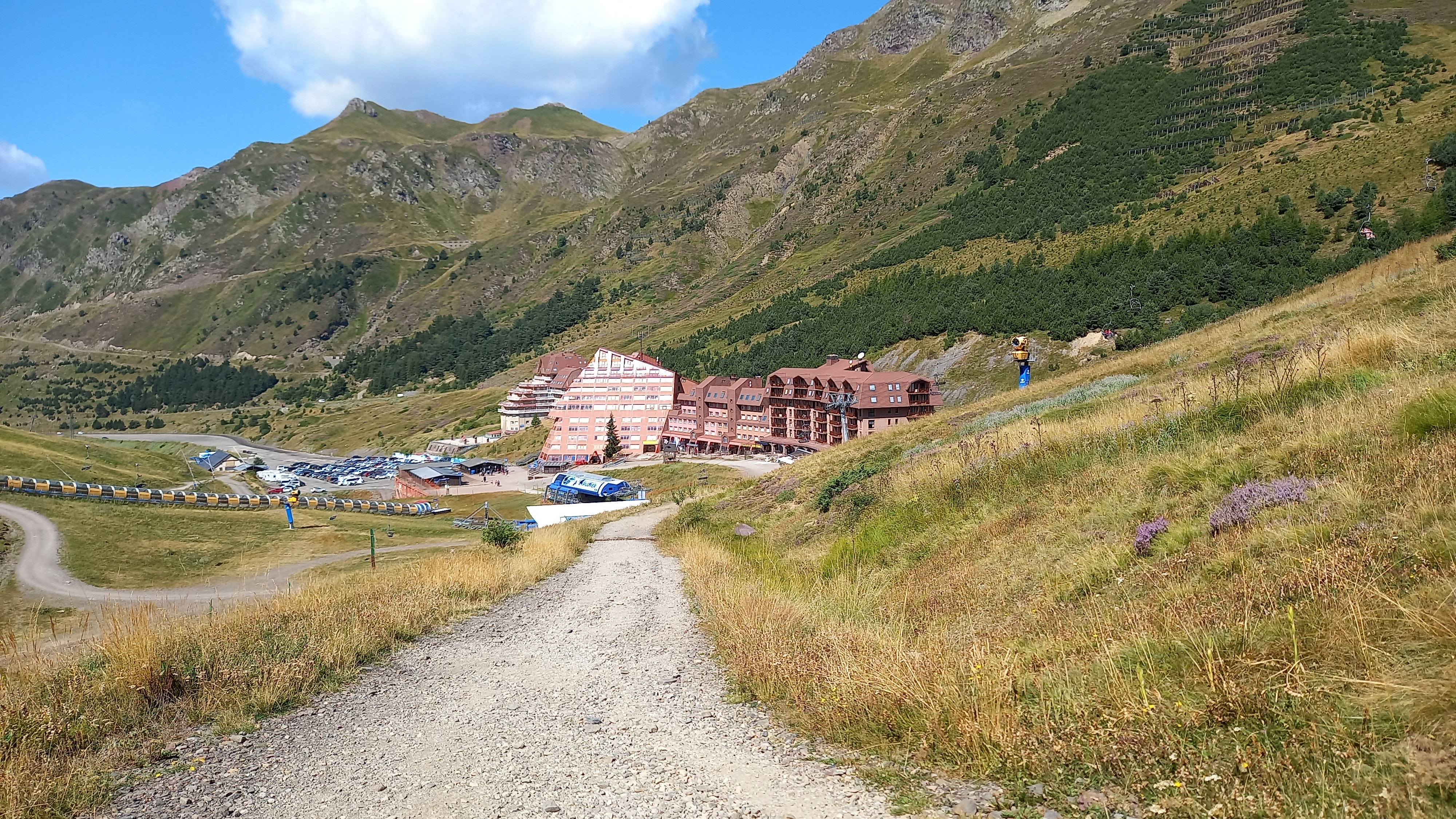
Núcleo urbano desde la subida al ibón Las Truchas
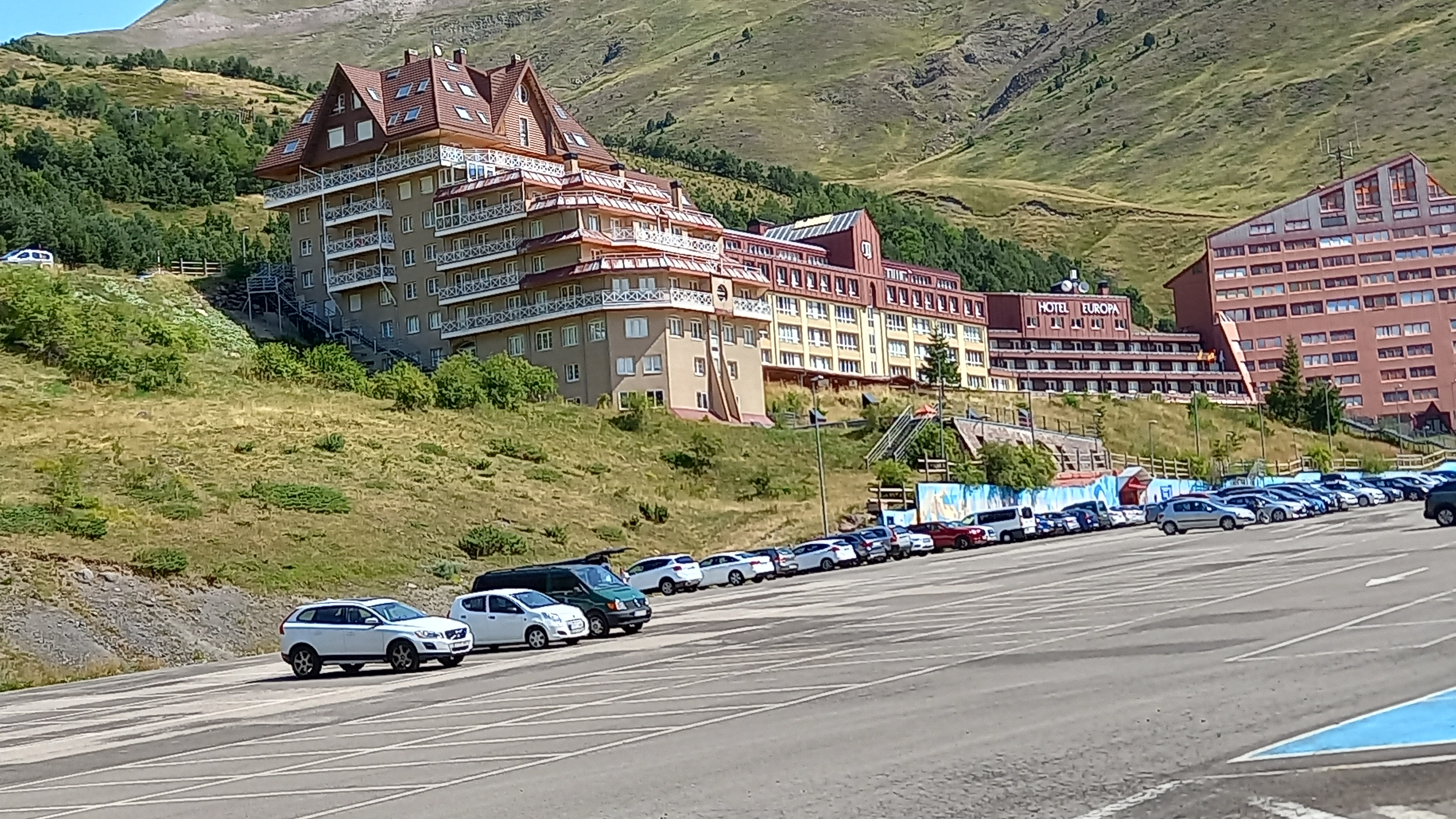
Edificios frente a la Raca: Atalaya, Sarrios, Hotel Europa, Casa Astún
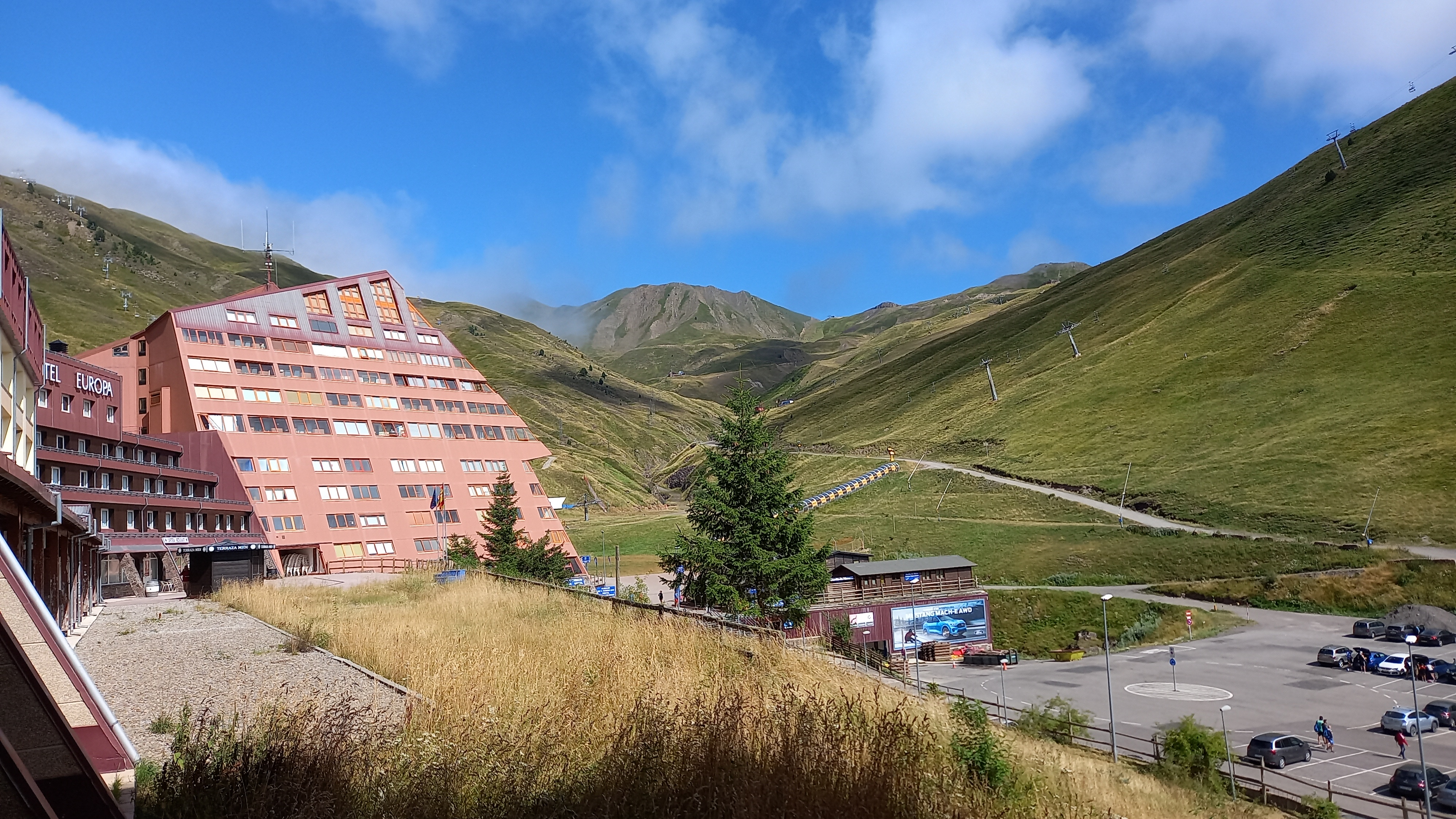
Casa Astún
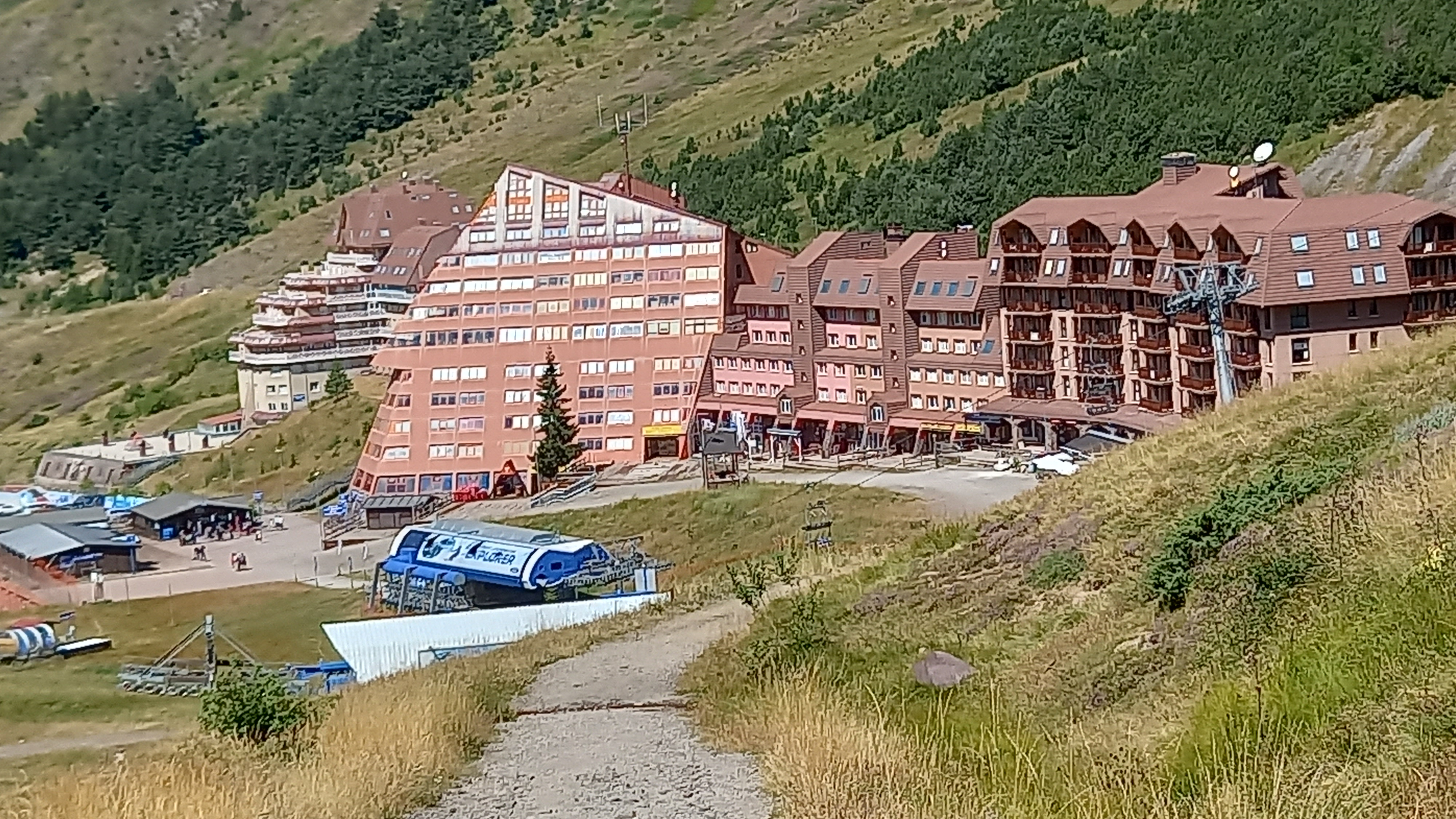
Edificios frente a la subida al ibón Las Truchas: casa Astún, La Raca (I y II), Nevados
- Mapa del valle de Astún